# Sue Grafton
Pour les articles homonymes, voir Grafton.
Sue Grafton, née le 24 avril 1940 à Louisville et morte le 28 décembre 2017 à Santa Barbara, est une écrivaine américaine de romans policiers. Elle est notamment l'autrice de la série "Alphabet" qui met en scène la détective privée Kinsey Millhone dans la ville imaginaire de Santa Teresa en Californie. 

## Biographie
Sue Grafton est née le 24 avril 1940 à Louisville. Fille de l'écrivain et homme de loi, Cornelius Warren Grafton,[réf. nécessaire] elle est diplômée, en 1961, en littérature anglaise de l'Université de Louisville.
Sue Grafton est mariée à Steve Humphrey, ils ont trois enfants.
Elle a d'abord travaillé dans le domaine médical avant de se lancer dans l'écriture. Elle s'est fait connaître comme scénariste à la télévision, elle a notamment adapté deux romans d'Agatha Christie.
Mais c'est avec son personnage de Kinsey Millhone, une détective privée, qu'elle se fait connaître. Débutée en 1982, la série met en scène son héroïne dans son abécédaire du crime, où chaque épisode commence par une lettre de l'alphabet. Inspirée par Agatha Christie pour la structure des récits mais aussi par Mickey Spillane, son oeuvre est marquée par "son humour et une forme d'humanisme discret de son héroïne".
Elle meurt des suites d'un cancer le 28 décembre 2017 à l'âge de 77 ans,.
Depuis 2019, l'association Mystery Writers of America décerne un prix Sue Grafton Memorial remis annuellement lors de la cérémonie de remise des prix Edgar-Allan-Poe[réf. nécessaire].

## Œuvre

### Romans

#### SérieKinsey Millhone
Les 21 premiers ouvrages de cette série (de A à U) ont été traduits en français chez différents éditeurs. Les tomes suivants ne l'ont pas été.
- 1982 : A comme Alibi également publié sous le titre Bluff mortel - (A is for Alibi)
- 1985 : B comme Brûlée également publié sous le titre Fausse Piste - (B is for Burglar)
- 1986 : C comme Cadavre  - (C is for Corpse)
- 1987 : D comme Dérapage également publié sous le titre Au bout du rouleau - (D is for Deadbeat)
- 1988 : E comme Explosif également publié sous le titre Preuve par quatre - (E is for Evidence)
- 1989 : F comme Fugitif également publié sous le titre Le Fugitif - (F is for Fugitive)
- 1990 : G comme Gibier également publié sous le titre Le Contrat Kinsey - (G is for Gumshoe)
- 1991 : H comme Homicide également publié sous le titre Assurance tout risque - (H is for Homicide)
- 1992 : I comme Innocent également publié sous le titre Un innocent aux mains pleines - (I is for Innocent)
- 1993 : J comme Jugement également publié sous le titre Le Jour du jugement - (J is for Judgment)
- 1994 : K comme Killer - (K is for Killer)
- 1995 : L comme Lequel - (L is for Lawless)
- 1996 : M comme Machination - (M is for Malice)
- 1998 : N comme Nausée - (N is for Noose)
- 1999 : O comme Oubli - (O is for Outlaw)
- 2001 : P comme Péril - (P is for Peril)
- 2002 : Q comme Querelle - (Q is for Quarry)
- 2004 : R comme Ricochet - (R is for Ricochet)
- 2005 : S comme Silence - (S is for Silence)
- 2007 : T comme Traîtrise - (T is for Trespass)
- 2009 : U comme Usurpation - (U is for Undertow)
- 2011 : V is for Vengeance
- 2013 : W is for Wasted
- 2015 : X
- 2017 : Y is for Yesterday

### Autres livres
- 1967 : Keziah Dane
- 1969 : The Lolly-Madonna War
- 2013 : Kinsey and Me, recueil de nouvelles sur Kinsey Millhone

## Filmographie
- 1973 : Une fille nommée Lolly Madonna (Lolly-Madonna XXX), scénariste
- 1979 : Walking Through the Fire (téléfilm)
- 1979 : Sex and the Single Parent (téléfilm)
- 1980 : Nurse (série télévisée)
- 1983 : Le Crime dans le sang (en) (A Killer in the Family) (téléfilm)
- 1985 : Délit de fuite (en) (Love on the Run) (téléfilm)
- 1986 : The Canterville Ghost (téléfilm)
- 1987 : Tonight's the Night (TV)

## Prix et nominations

### Prix
- Prix Anthony 1986 du meilleur roman pour B Is for Burglar[5]
- Prix Shamus 1986 du meilleur roman pour B Is for Burglar[6]
- Prix Anthony 1987 du meilleur roman pour C Is for Corpse[5]
- Prix Anthony 1991 du meilleur roman pour G Is for Gumshoe[5]
- Prix Shamus 1991 du meilleur roman pour G Is for Gumshoe[6]
- Prix Shamus 1995 du meilleur roman pour K Is for Killer[6]
- Cartier Diamond Dagger 2008[7]
- Prix Anthony 2018 du meilleur roman de série pour Y Is for Yesterday[5]

### Nominations
- Prix Shamus 1983 du meilleur roman pour A Is for Alibi[6]
- Prix Shamus 1987 du meilleur roman pour C Is for Corpse[6]
- Prix Anthony 1989 du meilleur roman pour E Is for Evidence[5]
- Prix Macavity 1989 du meilleur roman pour E Is for Evidence[8]
- Gold Dagger Award 1992 pour I Is for Innocent[9]
- Prix Anthony 1995 du meilleur roman pour K Is for Killer[5]
- Prix Lefty 2012 du meilleur roman pour V Is for Vengeance[10]
- Prix Lefty 2014 du meilleur roman pour W Is for Wasted[10]
- Prix Shamus 2014 du meilleur roman pour W Is for Wasted[6]
- Prix Shamus 2018 du meilleur roman pour Y Is for Yesterday[6]